# Jim Stolze
Jim Stolze (30 de novembro de 1973) é um autor de livros sobre negócios e orador dos Países Baixos.

## TEDx
Jim Stolze é fundador do TEDx Amesterdão. TED é uma organização sem fins lucrativos dedicada ao tema ‘Ideas Worth Spreading’ (ideias que vale a pena partilhar). TEDx é um programa de eventos locais e auto-organizados que reúnem pessoas para partilhar uma experiência semelhante ao TED. Num evento TEDx, vídeos com TED Talks e oradores ao vivo são combinados para iniciar ligações e discussões profundas.

## Singularity University
Jim Stolze é director de estratégia da Singularity University da Holanda. Singularity University é uma universidade interdisciplinar, cuja missão é formar, educar e inspirar um grupo de líderes que se esforçam para entender e facilitar o desenvolvimento de tecnologias de avanço exponencial para atacar os grandes desafios da humanidade.